# Natação no Campeonato Mundial de Esportes Aquáticos de 2017 - 100 m borboleta masculino
A prova dos 100 metros borboleta masculino da natação no Campeonato Mundial de Esportes Aquáticos de 2017 ocorreu nos dias 28 de julho e 29 de julho em Budapeste na Hungria.

## Recordes
Antes desta competição, os recordes mundiais e do campeonato nesta prova eram os seguintes:
| Tipo                  | Atleta         | Tempo | Local | Data                |
| --------------------- | -------------- | ----- | ----- | ------------------- |
|                       | Michael Phelps | 49.82 | Roma  | 1 de agosto de 2009 |
| Recorde do campeonato | Michael Phelps | 49.82 | Roma  | 1 de agosto de 2009 |

## Medalhistas
| Ouro                 | Prata               | Bronze                                   |
| Caeleb Dressel (USA) | Kristóf Milák (HUN) | Joseph Schooling (SIN) · James Guy (GBR) |

## Resultados

### Eliminatórias
Esses foram os resultados das eliminatórias. Foram realizadas no dia 28 de julho com início às 10:10. 
| Pos. | Bateria | Raia | Nadador                     | Nacionalidade                 | Tempo   | Notas |
| ---- | ------- | ---- | --------------------------- | ----------------------------- | ------- | ----- |
| 1    | 6       | 4    | Caeleb Dressel              | Estados Unidos                | 50.08   | Q     |
| 2    | 6       | 3    | Piero Codia                 | Itália                        | 51.09   | Q,    |
| 3    | 7       | 6    | James Guy                   | Reino Unido                   | 51.16   | Q     |
| 4    | 8       | 4    | Joseph Schooling            | Singapura                     | 51.21   | Q     |
| 5    | 8       | 6    | Kristóf Milák               | Hungria                       | 51.23   | Q, WJ |
| 6    | 8       | 5    | Chad le Clos                | África do Sul                 | 51.28   | Q     |
| 7    | 7       | 3    | Mehdy Metella               | França                        | 51.46   | Q     |
| 8    | 6       | 6    | Henrique Martins            | Brasil                        | 51.48   | Q     |
| 9    | 7       | 5    | Konrad Czerniak             | Polónia                       | 51.50   | Q     |
| 10   | 7       | 4    | László Cseh                 | Hungria                       | 51.55   | Q     |
| 11   | 6       | 5    | Li Zhuhao                   | China                         | 51.62   | Q     |
| 12   | 7       | 2    | Grant Irvine                | Austrália                     | 51.67   | Q     |
| 13   | 6       | 7    | Jan Świtkowski              | Polónia                       | 51.82   | Q     |
| 14   | 8       | 8    | Aleksandr Popkov            | Rússia                        | 51.84   | Q     |
| 15   | 8       | 2    | David Morgan                | Austrália                     | 51.90   | Q     |
| 16   | 8       | 3    | Tim Phillips                | Estados Unidos                | 51.96   | Q     |
| 17   | 7       | 0    | Mathys Goosen               | Países Baixos                 | 52.12   |       |
| 18   | 8       | 1    | Quah Zheng Wen              | Singapura                     | 52.13   |       |
| 19   | 5       | 6    | Sebastian Sabo              | Sérvia                        | 52.16   |       |
| 20   | 7       | 7    | Yuki Kobori                 | Japão                         | 52.17   |       |
| 21   | 7       | 8    | Luis Martínez               | Guatemala                     | 52.18   |       |
| 22   | 6       | 2    | Marius Kusch                | Alemanha                      | 52.22   |       |
| 23   | 7       | 1    | Daniil Pakhomov             | Rússia                        | 52.47   |       |
| 24   | 4       | 1    | Kaan Ayar                   | Turquia                       | 52.52   |       |
| 25   | 6       | 1    | Santiago Grassi             | Argentina                     | 52.59   |       |
| 26   | 5       | 2    | Jan Šefl                    | Chéquia                       | 52.65   |       |
| 27   | 5       | 0    | Louis Croenen               | Bélgica                       | 52.74   |       |
| 28   | 7       | 9    | Dylan Carter                | Trinidad e Tobago             | 52.75   |       |
| 29   | 8       | 7    | Pavel Sankovich             | Bielorrússia                  | 52.87   |       |
| 30   | 6       | 9    | Andreas Vazaios             | Grécia                        | 52.88   |       |
| 31   | 4       | 2    | Artyom Kozlyuk              | Uzbequistão                   | 52.95   |       |
| 32   | 6       | 8    | Liubomyr Lemeshko           | Ucrânia                       | 52.97   |       |
| 33   | 6       | 0    | Viktor Bromer               | Dinamarca                     | 53.01   |       |
| 34   | 5       | 3    | Josiah Binnema              | Canadá                        | 53.10   |       |
| 35   | 8       | 0    | Giacomo Carini              | Itália                        | 53.13   |       |
| 36   | 8       | 9    | Marcus Schlesinger          | Israel                        | 53.20   |       |
| 37   | 4       | 4    | Adilbek Mussin              | Cazaquistão                   | 53.37   |       |
| 38   | 4       | 3    | Nils Liess                  | Suíça                         | 53.50   |       |
| 39   | 4       | 7    | Ben Hockin                  | Paraguai                      | 53.51   |       |
| 40   | 4       | 0    | Riku Pöytäkivi              | Finlândia                     | 53.62   |       |
| 41   | 5       | 1    | Antani Ivanov               | Bulgária                      | 53.66   |       |
| 41   | 5       | 4    | Triady Fauzi Sidiq          | Indonésia                     | 53.66   |       |
| 43   | 5       | 5    | Kregor Zirk                 | Estónia                       | 53.70   |       |
| 44   | 5       | 9    | Brendan Hyland              | Irlanda                       | 53.80   |       |
| 45   | 4       | 8    | Marcos Lavado               | Venezuela                     | 53.97   |       |
| 45   | 5       | 7    | Tadas Duškinas              | Lituânia                      | 53.97   |       |
| 47   | 3       | 2    | Chou Wei-liang              | Taipé Chinesa                 | 54.31   |       |
| 48   | 3       | 3    | Sajan Prakash               | Índia                         | 54.46   |       |
| 49   | 3       | 4    | David Arias                 | Colômbia                      | 54.48   |       |
| 50   | 4       | 9    | José Martínez               | México                        | 54.50   |       |
| 51   | 5       | 8    | Omar Eissa                  | Egito                         | 54.59   |       |
| 52   | 4       | 5    | Hoàng Quý Phước             | Vietname                      | 54.76   |       |
| 53   | 3       | 5    | Ralph Goveia                | Zâmbia                        | 54.86   |       |
| 54   | 3       | 7    | Christian Sperandio Sánchez | República Dominicana          | 54.98   |       |
| 55   | 3       | 6    | Cherantha de Silva          | Sri Lanka                     | 55.09   |       |
| 56   | 3       | 0    | Mehdi Ansari                | Irão                          | 55.31   |       |
| 57   | 2       | 4    | Mikhail Umnov               | Malta                         | 55.58   |       |
| 58   | 3       | 9    | Rami Anis                   | Atletas independentes da FINA | 55.66   |       |
| 59   | 3       | 8    | Bryan Alvarez               | Costa Rica                    | 55.85   |       |
| 60   | 3       | 1    | Ayman Kelzi                 | Síria                         | 56.59   |       |
| 61   | 2       | 3    | Jeerakit Soammanus          | Tailândia                     | 56.88   |       |
| 62   | 2       | 5    | Oumar Toure                 | Mali                          | 57.52   |       |
| 63   | 2       | 1    | Ifeakachuku Nmor            | Nigéria                       | 57.90   |       |
| 64   | 1       | 3    | Abdullah Al-Doori           | Iraque                        | 58.01   |       |
| 65   | 2       | 2    | George Jabbour              | Honduras                      | 58.29   |       |
| 66   | 1       | 5    | Yacob Al-Khulaifi           | Catar                         | 58.42   |       |
| 67   | 2       | 6    | Hannibal Gaskin             | Guiana                        | 58.69   |       |
| 68   | 1       | 4    | Daniel Francisco            | Angola                        | 58.79   |       |
| 69   | 1       | 6    | Tanner Poppe                | Guam                          | 1:03.28 |       |
| 70   | 2       | 9    | Simanga Dlamini             | Essuatíni                     | 1:04.02 |       |
| 71   | 2       | 7    | David Roberto               | Marianas Setentrionais        | 1:06.80 |       |
| 72   | 2       | 0    | Dillon Gooding              | São Vicente e Granadinas      | 1:07.11 |       |
|      | 4       | 6    | Sam Perry                   | Nova Zelândia                 | DNS     | DNS   |

### Semifinal
Esses foram os resultados das semifinais. Foram realizadas no dia 28 de julho com início às 18h35. 
Semifinal 1
| Pos. | Raia | Nadador          | Nacionalidade  | Tempo | Notas |
| ---- | ---- | ---------------- | -------------- | ----- | ----- |
| 1    | 5    | Joseph Schooling | Singapura      | 50.78 | Q     |
| 2    | 2    | László Cseh      | Hungria        | 51.16 | Q     |
| 3    | 7    | Grant Irvine     | Austrália      | 51.31 | Q     |
| 4    | 8    | Tim Phillips     | Estados Unidos | 51.41 |       |
| 5    | 4    | Piero Codia      | Itália         | 51.45 |       |
| 6    | 6    | Henrique Martins | Brasil         | 51.47 |       |
| 7    | 3    | Chad le Clos     | África do Sul  | 51.48 |       |
| 8    | 1    | Aleksandr Popkov | Rússia         | 52.00 |       |

Semifinal 2
| Pos. | Raia | Nadador         | Nacionalidade  | Tempo | Notas  |
| ---- | ---- | --------------- | -------------- | ----- | ------ |
| 1    | 4    | Caeleb Dressel  | Estados Unidos | 50.07 | Q      |
| 2    | 5    | James Guy       | Reino Unido    | 50.67 | Q,     |
| 3    | 3    | Kristóf Milák   | Hungria        | 50.77 | Q, WJ, |
| 4    | 6    | Mehdy Metella   | França         | 51.06 | Q,     |
| 5    | 7    | Li Zhuhao       | China          | 51.29 | Q      |
| 6    | 2    | Konrad Czerniak | Polónia        | 51.60 |        |
| 7    | 8    | David Morgan    | Austrália      | 51.73 |        |
| 8    | 1    | Jan Świtkowski  | Polónia        | 52.02 |        |

### Final
A final foi realizada em 29 de julho às 18h13. 
| Pos.              | Raia | Nadador          | Nacionalidade  | Tempo | Notas |
| ----------------- | ---- | ---------------- | -------------- | ----- | ----- |
| Medalha de ouro   | 4    | Caeleb Dressel   | Estados Unidos | 49.86 |       |
| Medalha de prata  | 3    | Kristóf Milák    | Hungria        | 50.62 | WJ,   |
| Medalha de bronze | 6    | Joseph Schooling | Singapura      | 50.83 |       |
| Medalha de bronze | 5    | James Guy        | Reino Unido    | 50.83 |       |
| 5                 | 7    | László Cseh      | Hungria        | 50.92 |       |
| 6                 | 1    | Li Zhuhao        | China          | 50.96 |       |
| 7                 | 8    | Grant Irvine     | Austrália      | 51.00 |       |
| 8                 | 2    | Mehdy Metella    | França         | 51.16 |       |

Legenda
| Recorde mundial       | Recorde mundial (World record)               |                       | Recorde africano                      | Recorde africano (African) |                                           | Q | Classificado por posição (Qualified) |
| Recorde do campeonato | Recorde do campeonato (Championship record)  | Recorde da América    | Recorde da América (Americas)         | q                          | Classificado por melhor tempo (Qualified) |   |                                      |
| Melhor marca do ano   | Melhor marca do ano (World leading)          | Recorde asiático      | Recorde asiático (Asian)              | DNS                        | Não largou (Did not start)                |   |                                      |
| Recorde nacional      | Recorde nacional (National record)           | Recorde europeu       | Recorde europeu (European)            | DNF                        | Não terminou (Did not finish)             |   |                                      |
| Recorde pessoal       | Recorde pessoal do atleta (Personal best)    | Recorde da Oceania    | Recorde da Oceania (Oceania)          | DSQ / DQ                   | Desclassificado (Disqualified)            |   |                                      |
| Recorde da temporada  | Recorde da temporada do atleta (Season best) | Recorde sul-americano | Recorde sul-americano (South America) | NM                         | Sem marca (No mark)                       |   |                                      |